# Monarch Motor Car Company (Illinois)
Monarch Motor Car Company war ein US-amerikanischer Hersteller von Automobilen aus Illinois.

## Unternehmensgeschichte
T. A. Quinlan Jr. und James A. Ward gründeten das Unternehmen im Frühjahr 1906. Der Sitz war in Chicago in Illinois. In einer Fabrik in Franklin Park begann 1907 die Produktion von Automobilen. Der Markenname lautete Monarch. Konstrukteur war J. J. Boucher. Die ersten vier Fahrzeuge wurden auf der Chicago Automobile Show im Januar 1907 präsentiert. Am 2. Mai 1907 zerstörte ein Feuer das Werk, die Maschinen und 176 fertige Fahrzeuge. Erst 1908 konnte die Produktion in einem anderen Werk in Chicago Heights in Illinois fortgesetzt werden. Im Sommer 1909 folgte der Bankrott. Insgesamt entstanden etwa 25 Fahrzeuge. Velie erwarb 1910 den Maschinenpark.
Weitere US-amerikanische Hersteller von Personenkraftwagen der Marke Monarch waren Milwaukee Motor Manufacturing Company, Monarch Automobile Company, Monarch Machine Company und Monarch Motor Car Company (Michigan).

## Fahrzeuge
1907 standen kleine Modelle mit einem Zweizylindermotor im Sortiment. Sie waren mit 12/14 PS angegeben. Model A war ein zweisitziger Runabout und Model B ein ebenfalls zweisitziger Surrey, beide mit 193 cm Radstand. Model E war auch ein zweisitziger Runabout, aber mit 224 cm Radstand.
1908 erschienen größere Modelle. Sie hatten einen Vierzylindermotor mit 40 PS Leistung. Das Fahrgestell hatte 284 cm Radstand. Model F wurde als Gentleman’s Roadster bezeichnet. Model G war ein Tourenwagen.
1909 wurde beim Model F der Radstand um ein Zoll auf 282 cm gekürzt. Der Aufbau war nun ein Roadster mit drei Sitzen. Außerdem ergänzten zwei Modelle das Sortiment, die beide einen stärkeren Motor mit 45 PS hatten. Das Model H war ein viersitziger Tourabout mit 284 cm Radstand und das Model J ein siebensitziger Tourenwagen mit 315 cm Radstand.

## Modellübersicht
| Jahr | Modell  | Zylinder | Leistung (PS) | Radstand (cm) | Aufbau               |
| ---- | ------- | -------- | ------------- | ------------- | -------------------- |
| 1907 | Model A | 2        | 12/14         | 193           | Runabout 2-sitzig    |
| 1907 | Model B | 2        | 12/14         | 193           | Stanhope 2-sitzig    |
| 1907 | Model E | 2        | 12/14         | 224           | Runabout 2-sitzig    |
| 1908 | Model F | 4        | 40            | 284           | Gentleman’s Roadster |
| 1908 | Model G | 4        | 40            | 284           | Tourenwagen          |
| 1909 | Model F | 4        | 40            | 282           | Roadster 3-sitzig    |
| 1909 | Model H | 4        | 45            | 284           | Tourabout 4-sitzig   |
| 1909 | Model J | 4        | 45            | 315           | Tourenwagen 7-sitzig |